# Запейон
Запейонът (на гръцки: Ζάππειον Μέγαρο, Záppeion Mégaro) е известна сграда, намираща се в националната градина на Атина в сърцето на Атина, Гърция. Сградата се използва главно за събрания и церемонии, както официални, така и частни. Запейонът съдържа 25 отделни зали, вариращи в размер от 97 м² до 984 м². Архитектурата на сградата е неокласическа. Собственик на Запейона е гръцкото правителство.
|  | Тази страница частично или изцяло представлява превод на страницата Zappeion в Уикипедия на английски. Оригиналният текст, както и този превод, са защитени от Лиценза „Криейтив Комънс – Признание – Споделяне на споделеното“, а за съдържание, създадено преди юни 2009 година – от Лиценза за свободна документация на ГНУ. Прегледайте историята на редакциите на оригиналната страница, както и на преводната страница, за да видите списъка на съавторите. ВАЖНО: Този шаблон се отнася единствено до авторските права върху съдържанието на статията. Добавянето му не отменя изискването да се посочват конкретни източници на твърденията, които да бъдат благонадеждни. |